# Nikolai Semjonowitsch Kurnakow

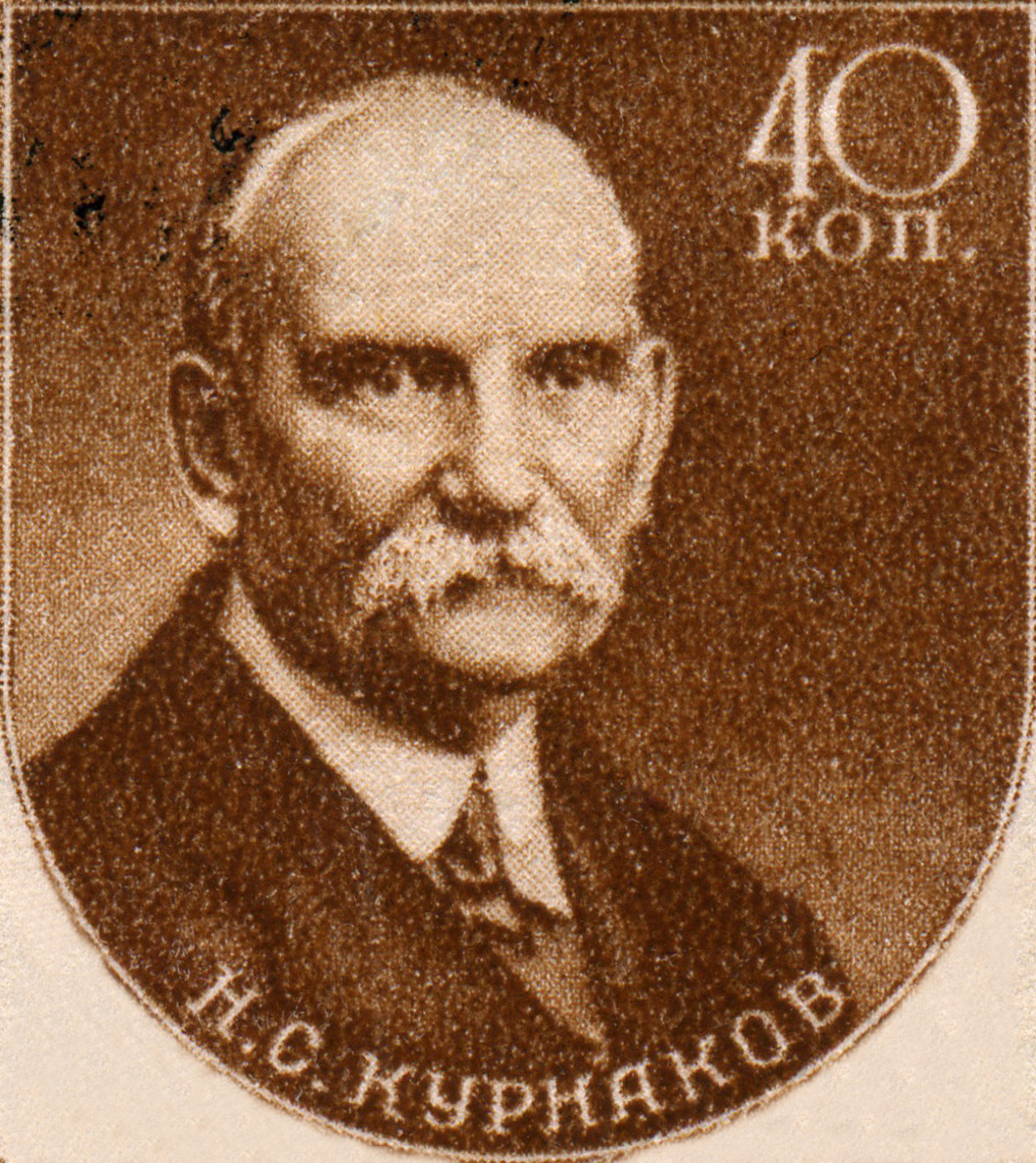
Nikolai Semjonowitsch Kurnakow auf einer sowjetischen Briefmarke von 1951

Nikolai Semjonowitsch Kurnakow (russisch Никола́й Семёнович Курнако́в; * 6. Dezember 1860 in Nolinsk, Gouvernement Wjatka; † 19. März 1941 in Barwicha, Sowjetunion) war ein russischer Chemiker, der international für seine Arbeiten auf dem Gebiet der physikalisch-chemischen Analytik bekannt wurde. Ebenso war er einer der Begründer der sowjetischen Platinindustrie. Nach ihm ist der Kurnakow-Test benannt, der immer noch zur Unterscheidung von cis- und trans-Isomeren von zweiwertigen Platinverbindungen verwendet wird; Cisplatin wird gegen schnellwachsende Tumorzellen eingesetzt.

## Leben
Kurnakow wurde in Nolinsk, Gouvernement Wjatka, geboren. Er besuchte das Gymnasium in Nischni Nowgorod und studierte später am Bergbauinstitut in St. Petersburg. Er veröffentlichte seinen ersten Artikel zur Alaunkristallisation und Natriumthioantimonat im Jahr 1882. Im selben Jahr erhielt er seinen Abschluss als Bergbauingenieur.
Während einer Reise durch Frankreich, Deutschland und Österreich studierte Kurnakow an mehreren Orten Salzgewinnungen. Die wissenschaftliche Arbeit während seiner Reise wurden zur Basis seiner Doktorarbeit, die er 1893 abschloss.

## Karriere
Nach seinem Doktorat arbeitete er mehrere Jahre am Bergbauinstitut, hauptsächlich an der Entstehung von Salz- und Pottaschelagerstätten sowie deren Ausbeutung und Aufbereitung. Im Jahr 1893 wurde er Professor für anorganische Chemie für seine Arbeit auf dem Gebiet der Reaktion von cis- und trans-Platinkomplexen mit Thioharnstoff, heute bekannt als Kurnakow-Test. 1902 wurde er Professor am Sankt Petersburger Polytechnischen Institut, das er zusammen mit Dmitri Mendelejew and Nikolai Alexandrowitsch Menschutkin gegründet hatte. Er behielt diese Position bis 1930. Sein Arbeitsbereich erstreckte sich von der Geologie bis zur Physikalischen Chemie und Metallurgie, wobei er wie Gustav Tammann wesentlich zu den Grundlagen der modernen Metallkunde beitrug mit den Intermetallischen Verbindungen als einem seiner Schwerpunkte. Zu Kurnakows bekanntesten Schülern gehörten A. W. Nikolajew, G. B. Boki, G. J. Schukowski und W. A. Nemilow.
In seinen späteren Jahren konzentrierte sich seine Forschung auf das Gebiet der Platinchemie und Platinproduktion. 1914 fand er, dass beim Gesetz der konstanten Proportionen in gewissen Grenzen auch bei Verbindungen, für die dieses gilt, Abweichungen auftreten. Verbindungen mit solchen Abweichungen nannte er nach Claude Louis Berthollet, der das Gesetz 1803 bezweifelt hatte, Berthollide, die anderen nach John Dalton Daltonide.
1913 wurde er zum Mitglied der Russischen Akademie der Wissenschaften gewählt. Er erhielt zahlreiche Preise, darunter den Leninpreis 1928, den Mendelejew-Preis 1936, den Orden des Roten Banners der Arbeit 1939 und den Stalinpreis 1941. Die Universität Moskau ehrte ihn 1909 mit der Verleihung des Doctor honoris causa. 1923 wurde er zum korrespondierenden Mitglied der Göttinger Akademie der Wissenschaften gewählt. Er war Mitglied der Ukrainischen Akademie der Wissenschaften. Nach dem Tod seiner Frau 1940 verschlechterte sich sein Gesundheitszustand und er starb am 19. März 1941 in einem Sanatorium bei Barwicha.
Das Mineral Kurnakowit wurde 1940 zu seinen Ehren nach ihm benannt.